# Västergötlands runinskrifter 244
Vg 244 är en medeltida (1250–1300) dopfunt av amfibolit i Hemsjö kyrka i Hemsjö socken i Alingsås kommun.
På kyrkogården finns flera gamla gravstenar utan text, en minnessten, Hemsjö 1:2 och en gravhäll, Hemsjö 1:3.

## Inskriften
Translitterering av runraden:
a͡la͡r sia͡la͡r : hær d͡o͡pazs i ÷ þiuþ ÷ føri : mik ÷ skal
Normalisering till äldre fornsvenska:
Allaʀ sialaʀ her døypas i þiuð fyriʀ mik, skal.
Översättning till nusvenska:
Alla själar här döpas in i församlingen genom mig, skålen.
Ordet þiuð finns i sammansättning Sveþiuð på Sö Fv1948;289, DR 216 och DR 344.